# Amtsgericht Treuenbrietzen
Das Amtsgericht Treuenbrietzen war ein preußisches Amtsgericht mit Sitz in Treuenbrietzen, Provinz Brandenburg.

## Geschichte
Treuenbrietzen war bis 1849 Sitz des Königlichen Stadtgerichtes Treuenbrietzen. Ab 1849 bestand das Kreisgericht Jüterbog. Für dieses war in Treuenbrietzen eine Zweigstelle (Gerichtsdeputation) eingerichtet. Übergeordnet war das Kammergericht als Appellationsgericht. Im Rahmen der Reichsjustizgesetze wurden diese Gerichte aufgehoben und reichsweit einheitlich Oberlandes-, Land- und Amtsgerichte gebildet. Das königlich preußische Amtsgericht Treuenbrietzen wurde mit Wirkung zum 1. Oktober 1879 als eines von elf Amtsgerichten im Bezirk des Landgerichtes Potsdam im Bezirk des Kammergerichtes gebildet. Der Sitz des Gerichts war die Stadt Treuenbrietzen. 
Sein Gerichtsbezirk umfasste
- aus dem Landkreis Zauch-Belzig den Stadtbezirk Treuenbrietzen, den Amtsbezirk Rietz sowie den Amtsbezirk Buchholz ohne den Teil, der dem Amtsgericht Beelitz zugeordnet war
- aus dem Kreis Jüterbog-Luckenwalde die Gemeindebezirke Bardenitz und Pechüle aus dem Amtsbezirk Felgentreu sowie den Gemeindebezirk Clausdorf aus dem Amtsbezirk Walterhausen.[1]

Am Gericht bestand 1880 eine Richterstelle. Das Amtsgericht war damit ein kleines Amtsgericht im Landgerichtsbezirk. Zum 1. Juli 1951 wurde das Amtsgericht Treuenbrietzen in eine Zweigstelle des Amtsgerichtes Belzig umgewandelt.
Im Jahre 1952 wurden in der DDR die Amtsgerichte abgeschafft und stattdessen Kreisgerichte gebildet. Treuenbrietzen kam zum Kreis Jüterbog, zuständiges Gericht war damit das Kreisgericht Jüterbog. Das Amtsgericht Treuenbrietzen wurde aufgehoben und auch nach dem Zusammenbruch der DDR nicht neu errichtet.